# 下一站，地獄
《下一站，地獄》（英語：Train）是一部2008年上映的砍杀电影，由吉迪昂·拉夫執導並編劇，索拉·伯奇和吉迪恩·艾默里主演。

## 剧情
在东欧，一群美国大学运动员登上了一列火车，他们不知道的是，这将成为一次致命的旅程。这些学生正在参加摔跤锦标赛；他们分别是托德和他的女友亚历克丝、谢尔登、克莱尔和年轻的助理教练威利。一场艰苦的比赛后，他们偷偷离开酒店，来到一家地下俱乐部。然而，第二天早上，他们已来不及赶往敖德萨的火车。
哈里斯教练一直留下来等他们。在车站，一个自称韦利斯拉娃医生的女人走过来，解释说火车票通常是在上车后购买。教练和队员们同她一起登上了火车。火车上的两名工人拿走了他们的护照，随后将其烧毁。
在餐车上，教练与医生一起到房间去做爱，但她给他注射了镇静剂。接下来，画面转到刑讯室中，教练发出尖叫，他的肚子被缝了起来。与此同时，四名学生和助理教练喝酒，玩起了真心话大冒险游戏。托德被要求穿着内裤跑到火车的尽头再回来。他跑到火车尾部，被一个工人抓住。托德被吊起来，肋骨被打断，脊柱被切断，眼睛被摘除。随后，韦利斯拉娃医生去接一位母亲，她的儿子左眼似乎患有严重青光眼。
第二天早上，托德还没回来，剩下的学生和助理教练威利开始寻找这位失踪的同学。在寻找的过程中，谢尔登被那两个痴呆的工人袭击，他们把他拖到刑讯室。韦利斯拉娃医生打开了刑讯室的窗户，让一个中年男子观看谢尔登的生殖器，在他的同意下，谢尔登的生殖器在没有任何麻醉的情况下被切掉，谢尔登陷入昏厥。克莱尔到达尾部车厢，发现了烧焦的护照。她在寻找更多的信息时被抓住了，钩住嘴巴拖到了刑讯室。威利和亚历克丝找到了刑讯室，托德在那里被活体解剖，谢尔登在笼子里还活着。他们释放了他，看到托德还有呼吸，谢尔登出于怜悯杀了他。就在这时，施虐者拖着克莱尔来了。威利和亚历克丝逃脱了施虐者的追赶，但谢尔登和克莱尔却没能逃脱。不过最后亚历克丝和威利都被医生抓住了，他们意识到游客们正在被摘取器官，其他乘客都是需要器官移植的病人。
回到刑讯室里，克莱尔被一个巨大的铁钩打穿了下巴，但仍然活着。她、亚历克丝和威利惊恐地看着谢尔登被活活剖开，心脏被掏出。当他们去另一车厢进行移植时，亚历克丝设法逃脱并藏在一个卧铺车厢里。第二天早上，在一个军事检查站，列车长把克莱尔拖下火车，交给排长作为贿赂。乘客们（包括亚历克丝）看着排长带走克莱尔（从她的尖叫声来判断，她正受到性侵犯），火车开走了。
那天晚上，火车到达了一个似乎是巨大的中世纪医院的地方。亚历克丝乔装打扮，偷偷溜进医院，很快找到威利，他受了重伤但还活着，被锁在一张床上。他们逃到了树林里。清晨，亚历克丝离开了威利一小会儿，很快他就被医院的人残忍杀害了。
亚历克丝现在下定决心回到火车上。火车仍然停在医院附近，即将开往下一个目的地。亚历克丝杀死了每一个折磨她的人，给火车浇上汽油并将其点燃。她让最后一节车厢脱钩，车厢缓缓停了下来，她从桥上往下看的时候，被一个幸存的施虐者袭击了。经过一番搏斗，她打昏了他。他醒来时，发现自己被绑在了火车轨道上。几分钟后，一辆火车从他身上碾过。在最后一幕中，幸存的亚历克丝正准备参加一场摔跤比赛。

## 制作
這部電影是在保加利亚取景拍攝的，原定翻拍自潔美·李·寇蒂斯主演的1980年恐怖片《死亡列車》，不过後來演變為原创項目，只有火車的设定是一样的。

## 发行
根據Bloody Disgusting網站，本片於10月在尖叫恐怖电影节首映时分级为NC-17級（美國最高年齡分級），后来被狮门剪辑为R級（第二高年齡分級）用于商业发行。